# Wang Chi-Lin
Wang Chi-Lin (18 de enero de 1995) es un deportista taiwanés que compite en bádminton.
Participó en dos Juegos Olímpicos de Verano en los años 2020 y 2024, obteniendo dos medallas, oro en Tokio 2020 y oro en París 2024. Ganó una medalla de bronce en el Campeonato Mundial de Bádminton de 2018.

## Palmarés internacional
| Juegos Olímpicos   | Juegos Olímpicos | Juegos Olímpicos  | Juegos Olímpicos |
| Año                | Lugar            | Medalla           | Prueba           |
| ------------------ | ---------------- | ----------------- | ---------------- |
| 2020               | Tokio (Japón)    | Medalla de oro    | Dobles           |
| 2024               | París (Francia)  | Medalla de oro    | Dobles           |
| Campeonato Mundial |                  |                   |                  |
| Año                | Lugar            | Medalla           | Prueba           |
| 2018               | Nankín (China)   | Medalla de bronce | Dobles           |